# Żuraw studzienny

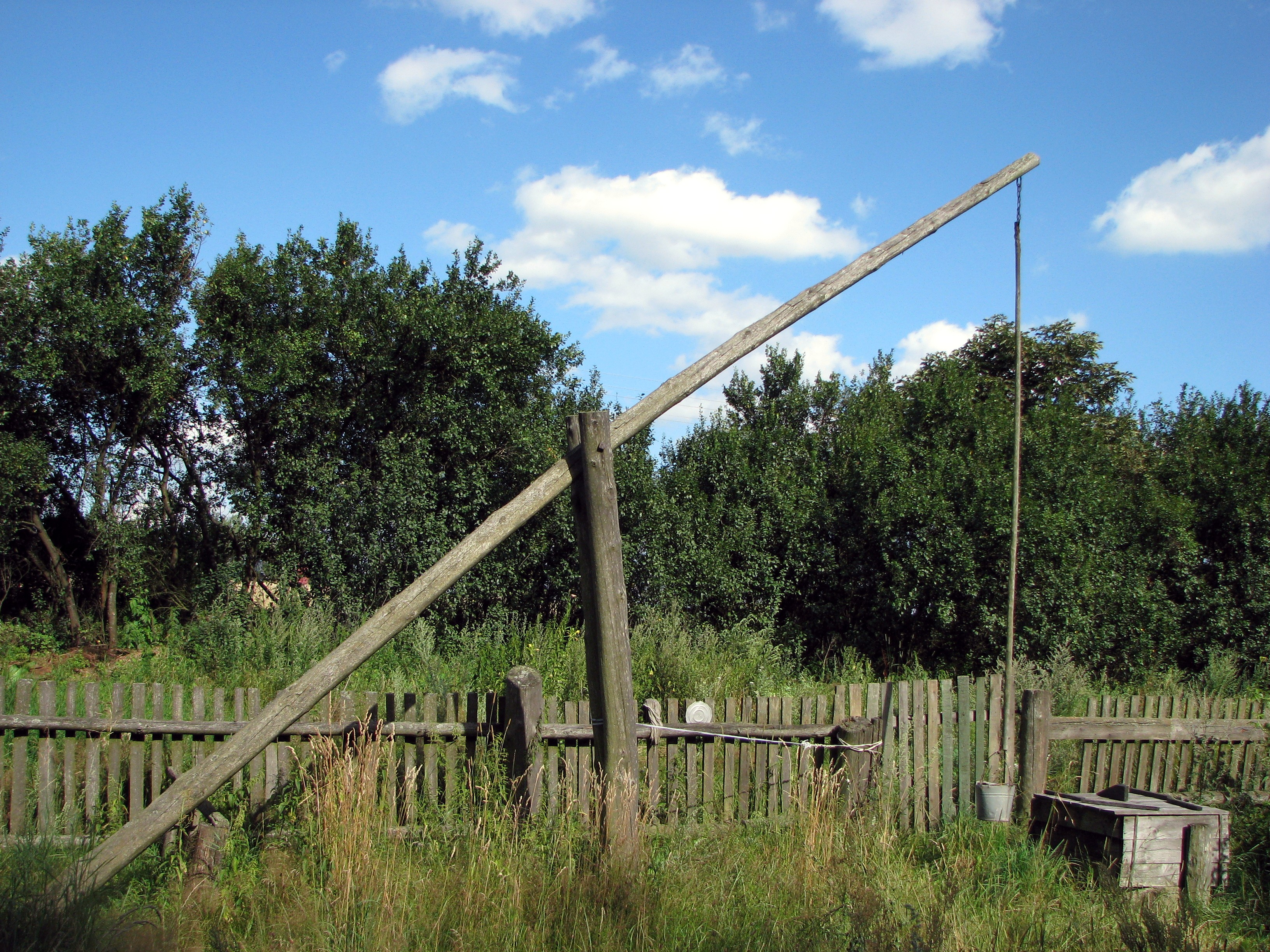
Żuraw studzienny w Białym Lasku, Białoruś

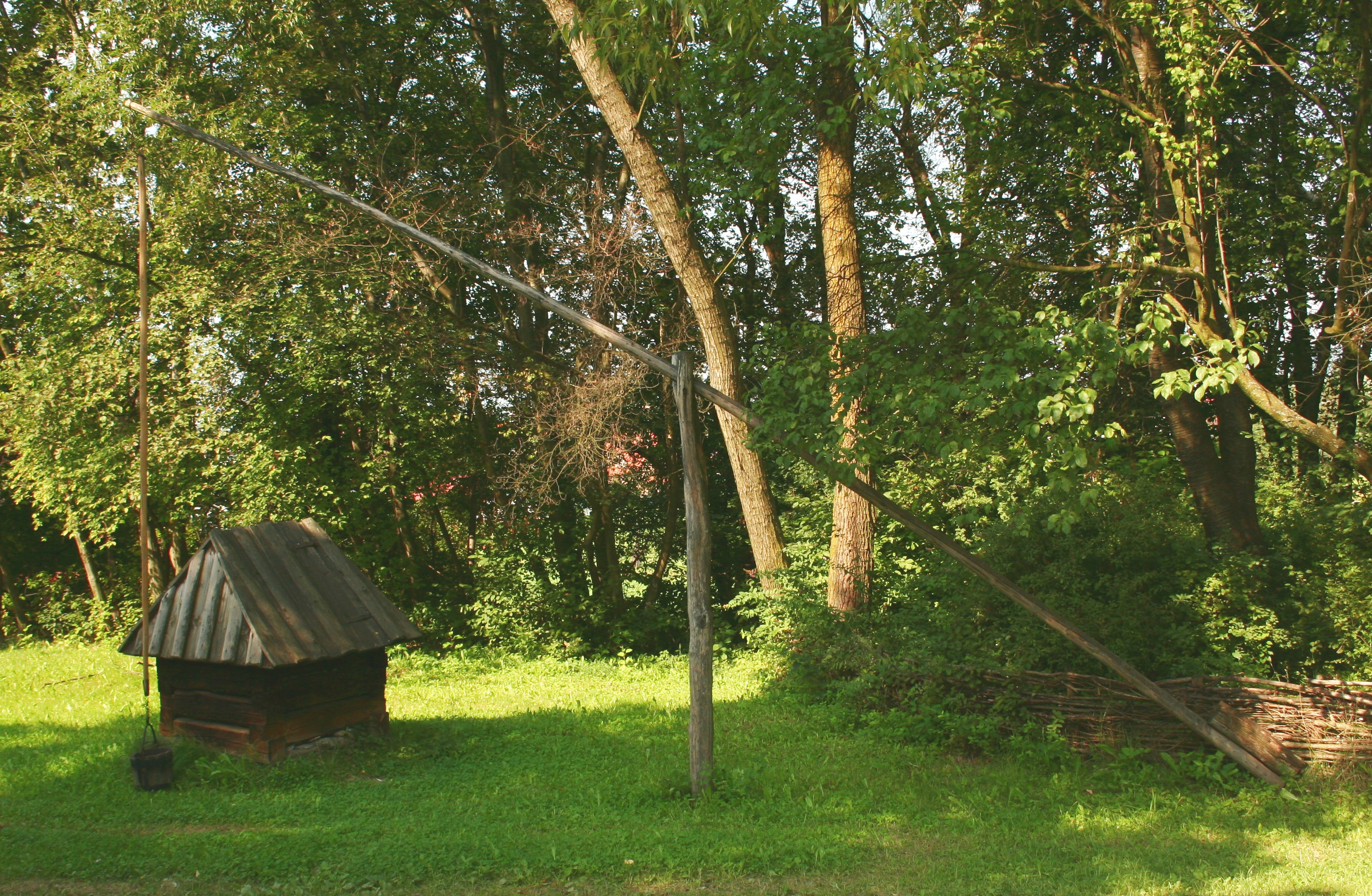
Żuraw w Sądeckim Parku Etnograficznym

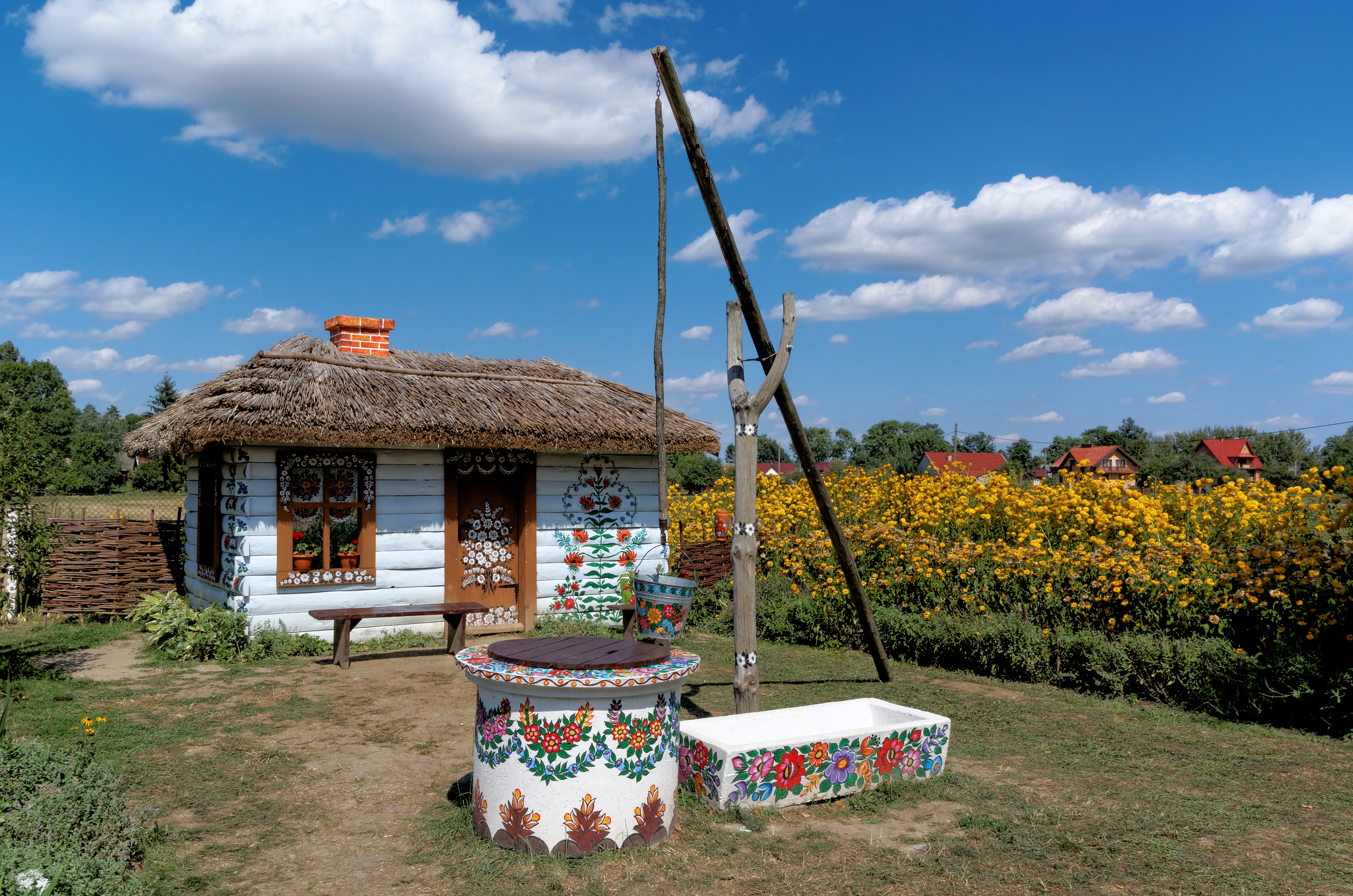
Żuraw w Zalipiu

Żuraw studzienny – rodzaj dźwignicy, umożliwiającej wydobywanie wody ze studni. To (charakterystyczny m.in. na Podlasiu) drewniany czerpak wody, w późniejszym okresie zastąpiony kołowrotem. Nazwa pochodzi od nazwy ptaka.

## Konstrukcja i działanie
Składa się z czterech części: podpory, szyi żurawia, obciążnika i czerpaka. Niejednokrotnie sięga wysokości 10 metrów.
Nabieranie wody następuje poprzez nachylenie szyi z umocowanym nad studnią czerpakiem (np. wiadrem) ku wodzie, zaczerpnięcie i uniesienie czerpaka, ułatwione dzięki umieszczonemu na drugim końcu szyi obciążnikowi.

## W heraldyce
Element żurawia studziennego w heraldyce:

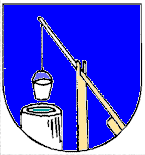
Historyczny herb Leszczyn, obecnie dzielnicy miasta Czerwionka-Leszczyny, powiat rybnicki
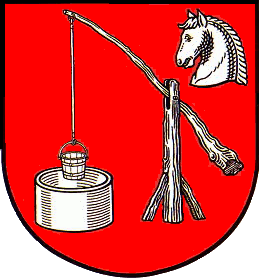
Herb Börnsen
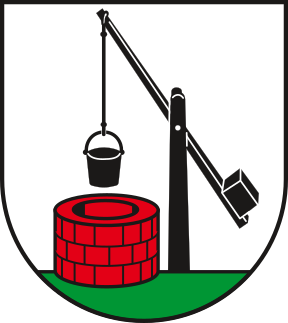
Herb Born (Westheide)
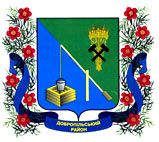
Herb rejonu dobropolskiego
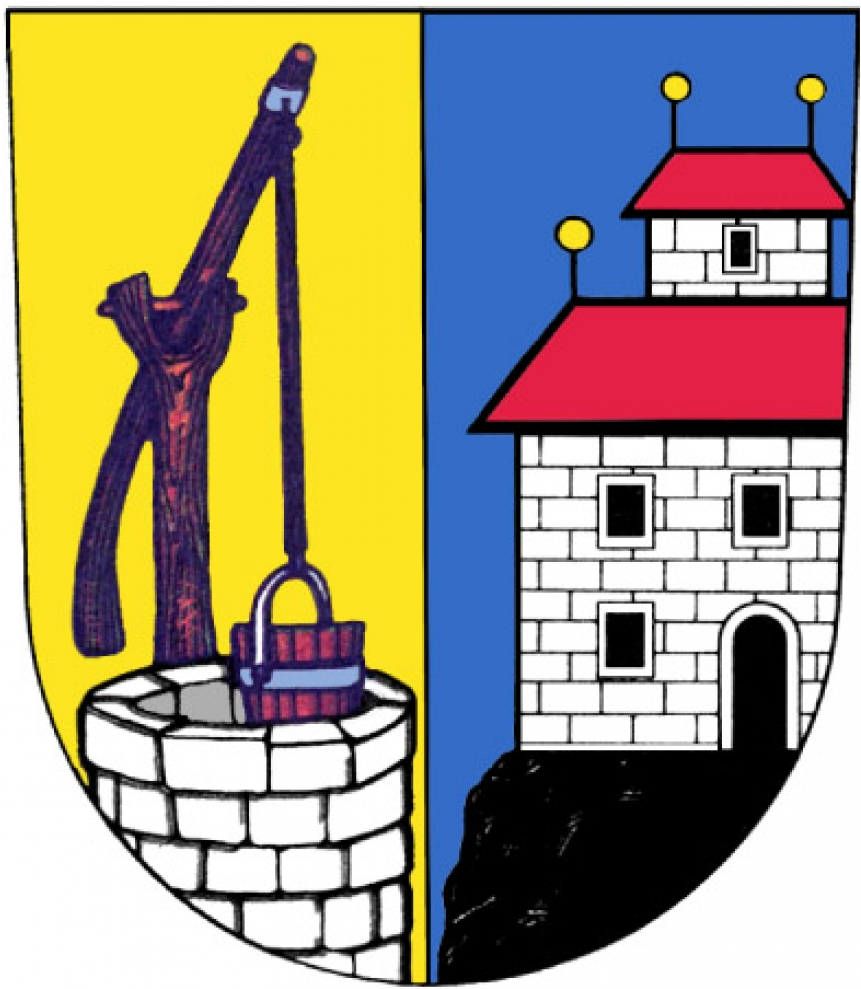
Herb Holic

## Galeria

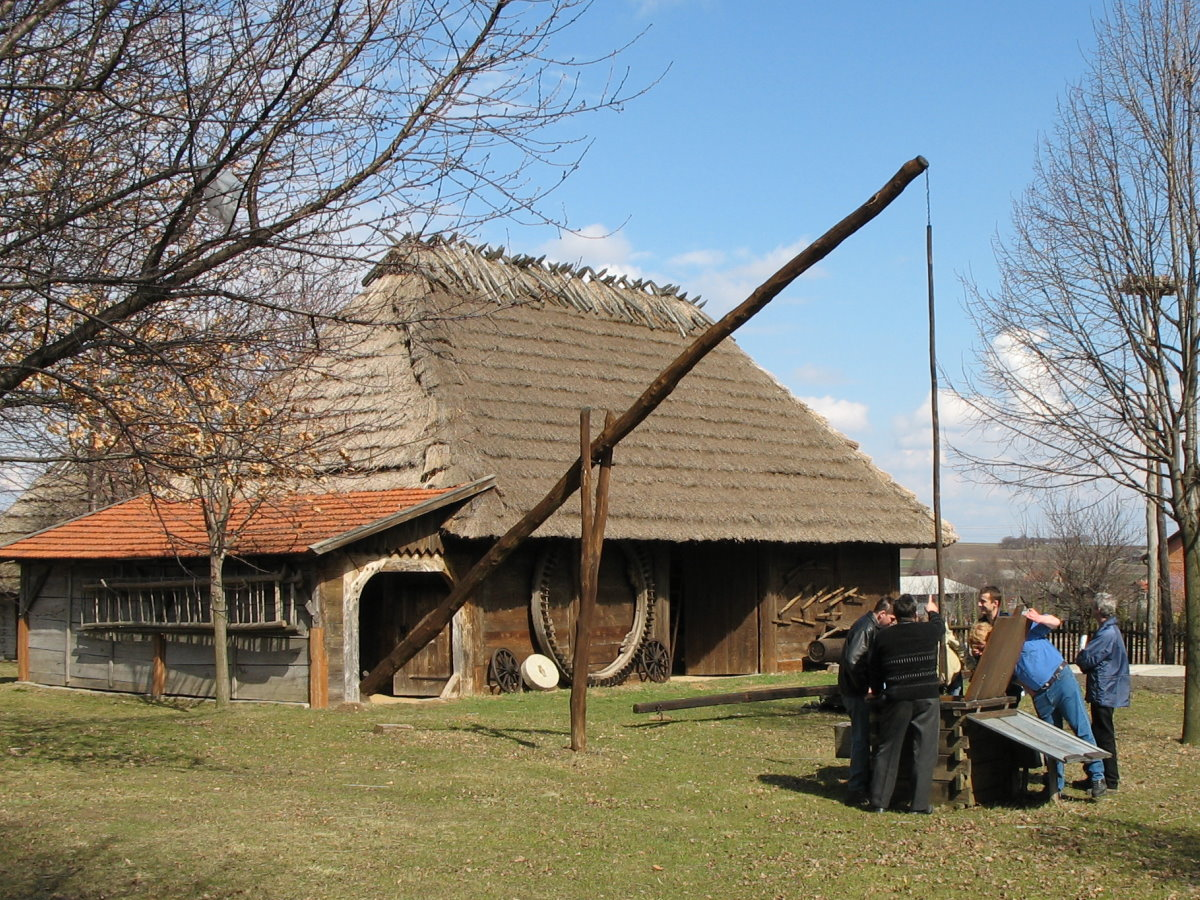
Muzeum Wsi Markowa (Polska) – studnia „żuraw” i stodoła.
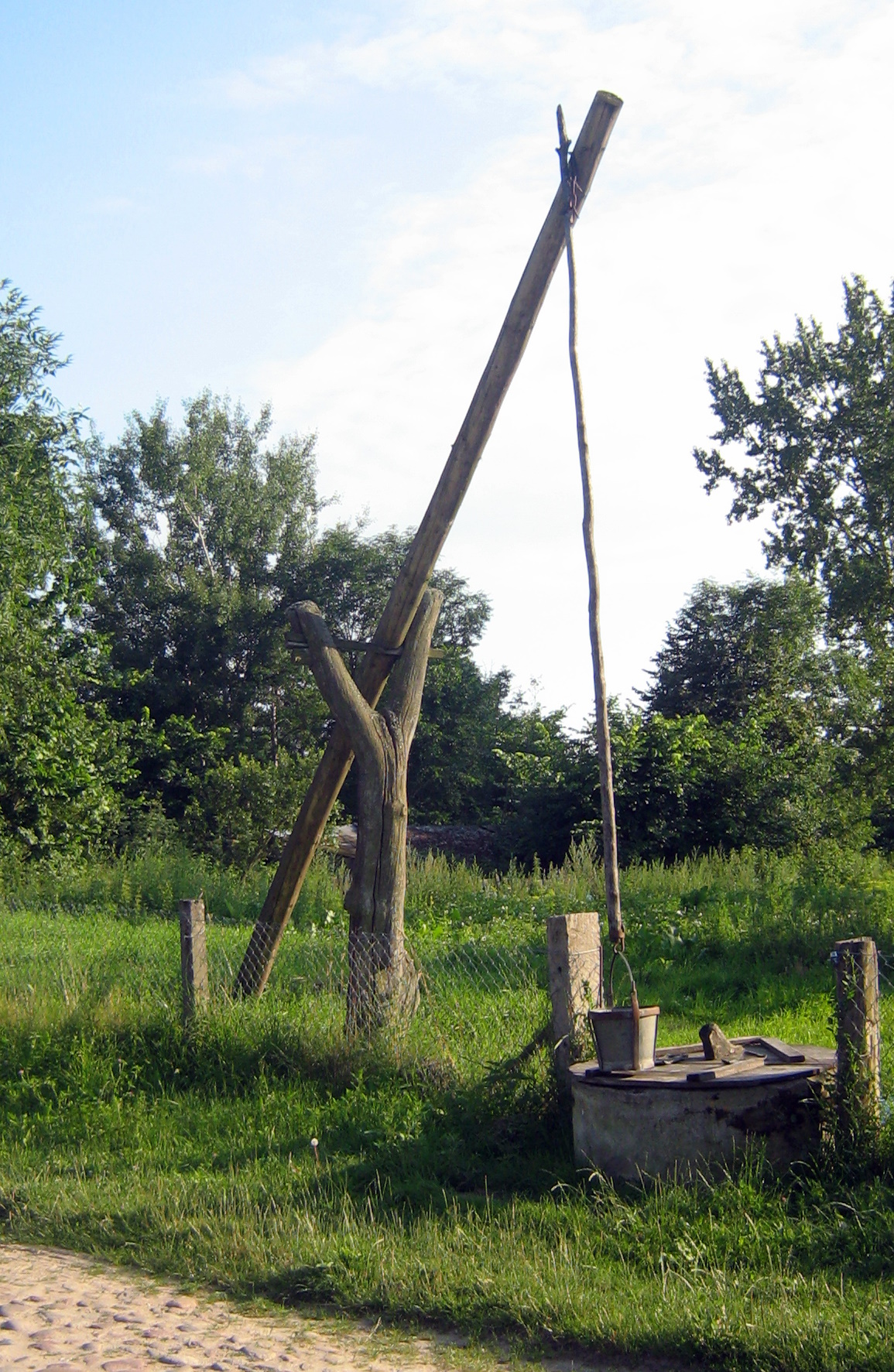
Żuraw w Kotłówce.
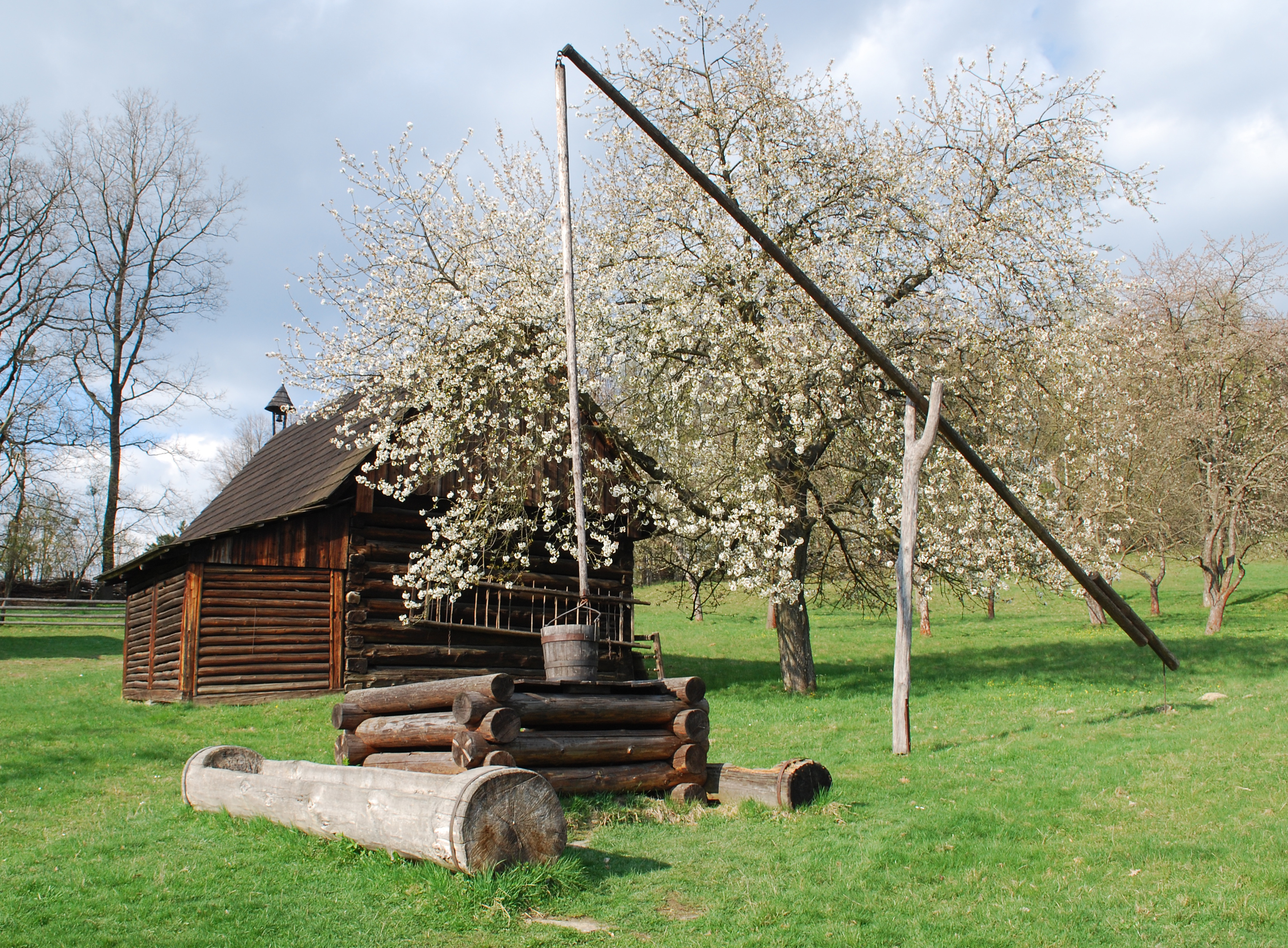
Żuraw w Dolinie Wołoskiej, Czechy, skansen Valašské muzeum v přírodě
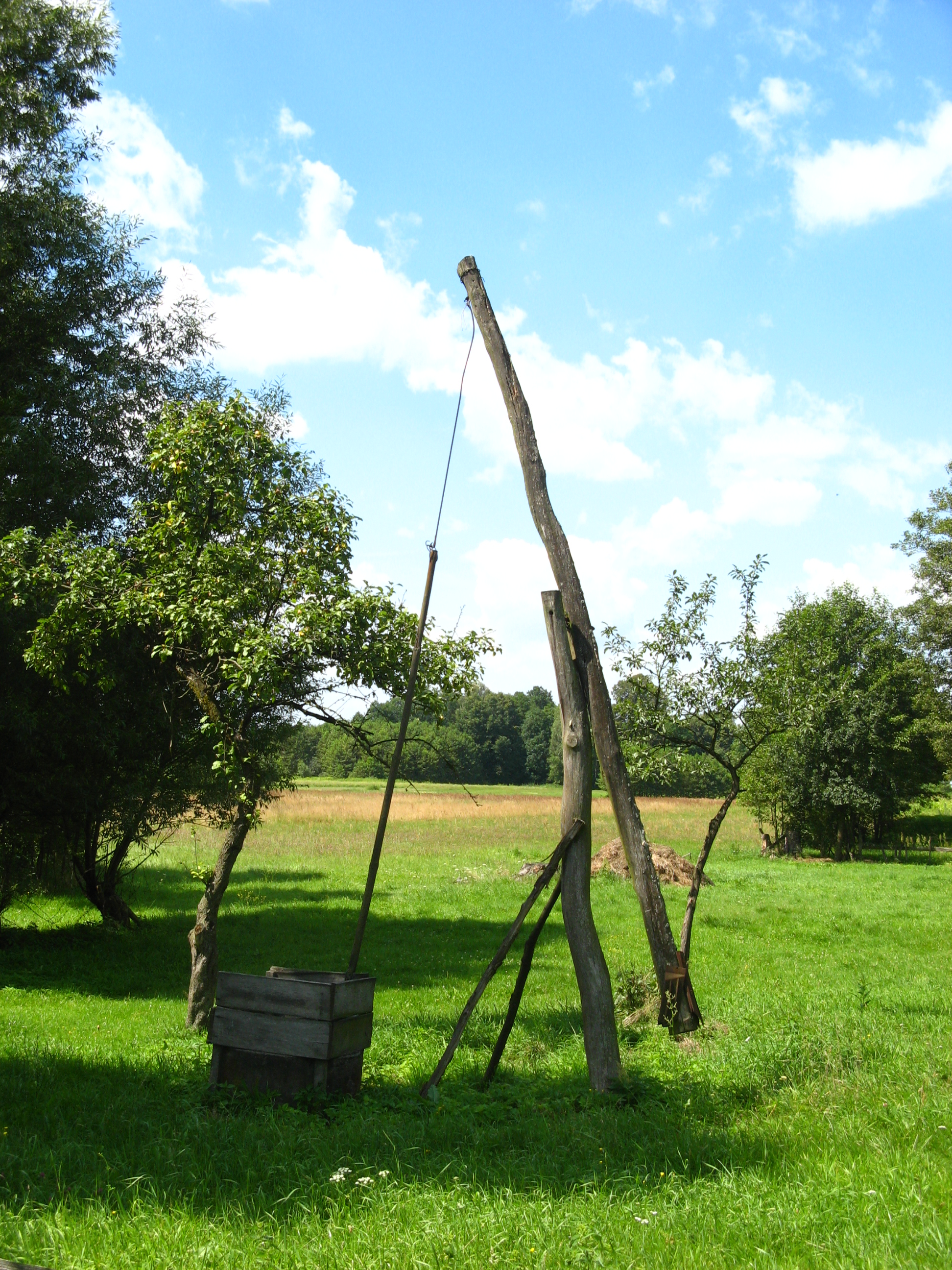
Żuraw w miejscowości Kobylnica Wołoska.